# حسن حاجی‌نوری
حسن حاجی نوری (۱۳۰۵ – ۲۰ دی ۱۳۹۷) مجسمه‌ساز ایرانی بود.

## زندگی
حسن حاجی نوری متولد ۱۳۰۵ در منطقه جواهردشت شهر رودسر (شرق استان گیلان) بود. اولین آموزه‌های هنری‌اش را نزد غلامرضا رحیم زاده ارژنگ یادگرفت و درسال ۱۳۲۳ کارگاه شخصی‌اش را دایر کرد و به عنوان مدرس نقاشی و مجسمه‌سازی در اداره کل هنرهای زیبا مشغول به خدمت شد. وی در سال ۱۳۳۶ با ساخت ماکت مجسمه اردشیر بابکان، مقام اول مسابقه پیکره سازی را گرفت و ماکت‌هایی از آثار باستانی ایران به سفارش موزه ایران باستان ساخت. در بیشتر آثار حسن حاجی‌نوری، ایران باستان مورد توجه قرار گرفته‌است و او جایگاه ویژه‌ای در زمینه مجسمه‌سازی شهری دارد.از او در سال ۱۳۹۲ و در سی‌وپنجمین نشست پژوهشی نگارخانه برگ تجلیل شد. از کارهای این هنرمند، ماکت ستون و سرستون تخت جمشید به ارتفاع ۱۲ متر برای آرژانتین بود که در یکی از میدان‌های شهر بوئنوس‌آیرس نصب شده‌است. حاجی نوری در سال ۱۳۶۸ نشان درجه یک هنری خود را از وزارت فرهنگ و ارشاد اسلامی دریافت کرد.

## درگذشت
حسن حاجی نوری که از مشکل ریوی رنج می‌برد ۲۰ دی ۱۳۹۷ در سن ۹۲ سالگی درگذشت.